# Генріх Бартельс
Генріх «Гайнц» Бартельс (нім. Heinrich "Heinz" Bartels; 13 липня 1918, Лінц – 23 грудня 1944, Бонн) — німецький льотчик-ас винищувальної авіації австрійського походження, оберфельдфебель люфтваффе. Кавалер Лицарського хреста Залізного хреста.

## Біографія
Спочатку працював пекарем. Після аншлюсу в 1938 році вступив в люфтваффе. Після закінчення льотної школи влітку 1941 року зарахований в навчальну ескадрилью 26-ї винищувальної ескадри. Свою першу перемогу здобув 19 серпня 1941 року, збивши в боях над Ла-Маншем британський винищувач «Спітфайр». 27 січня 1942 року переведений в 11-у ескадрилью 1-ї винищувальної ескадри, яка 10 березня 1942 року була перетворена на 8-у ескадрилью 5-ї винищувальної ескадри. Учасник боїв у Заполяр'ї. Навесні 1943 року переведений в 11-у ескадрилью 26-ї винищувальної ескадри, яка восени 1943 року була перекинута на Середземне море. 25 жовтня 1943 року збив 5 літаків супротивника (загальний рахунок перемог досяг 61). 15 листопада 1943 року протягом одного бойового вильоту в районі Греції знищив 4 літаки. З квітня 1944 року воював на території Німеччини. З квітня по червень 1944 року збив 22 літаки супротивника. З 15 червня 1944 року служив в 15-й ескадрильї 27-ї винищувальної ескадри. 23 грудня 1944 року його літак (Bf.109G-10) був збитий, а Бартельс вважався зниклим безвісти. Всього за час бойових дій здійснив близько 500 бойових вильотів та збив 99 літаків, у тому числі 49 радянських.

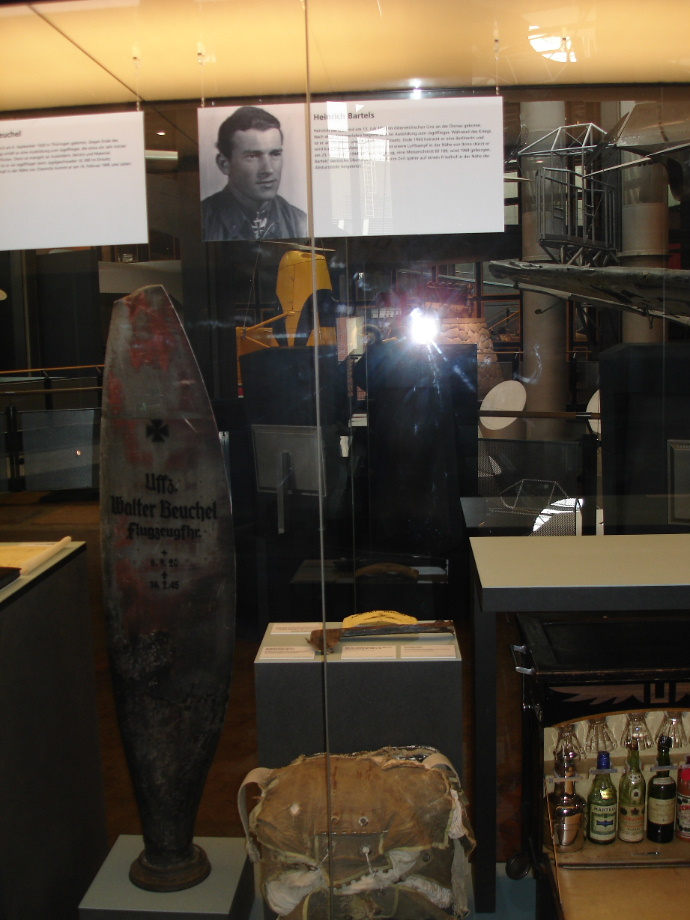
Парашут Бартельса в Німецькому технічному музеї.

26 січня 1968 року рештки літака Бартельса і його останки були знайдені південніше Бонна на глибині 8 метрів під землею. Серед останків були виявлені Залізний хрест 1-го класу на рештках форми і цілий парашут. Бартельс був похований на військовому цвинтарі в Бонні.

## Нагороди
- Нагрудний знак пілота
- Залізний хрест
  - 2-го класу (22 червня 1940)
  - 1-го класу (18 червня 1941)
- Почесний Кубок Люфтваффе (5 жовтня 1942)
- Німецький хрест в золоті (13 листопада 1942)
- Лицарський хрест Залізного хреста (13 листопада 1942) — за 45 перемог.
  - Був представлений до дубового листя, але не отримав нагороду.
- Авіаційна планка винищувача в золоті з підвіскою «500»
- Нарукавна стрічка «Африка»